# Kodeks Prayego

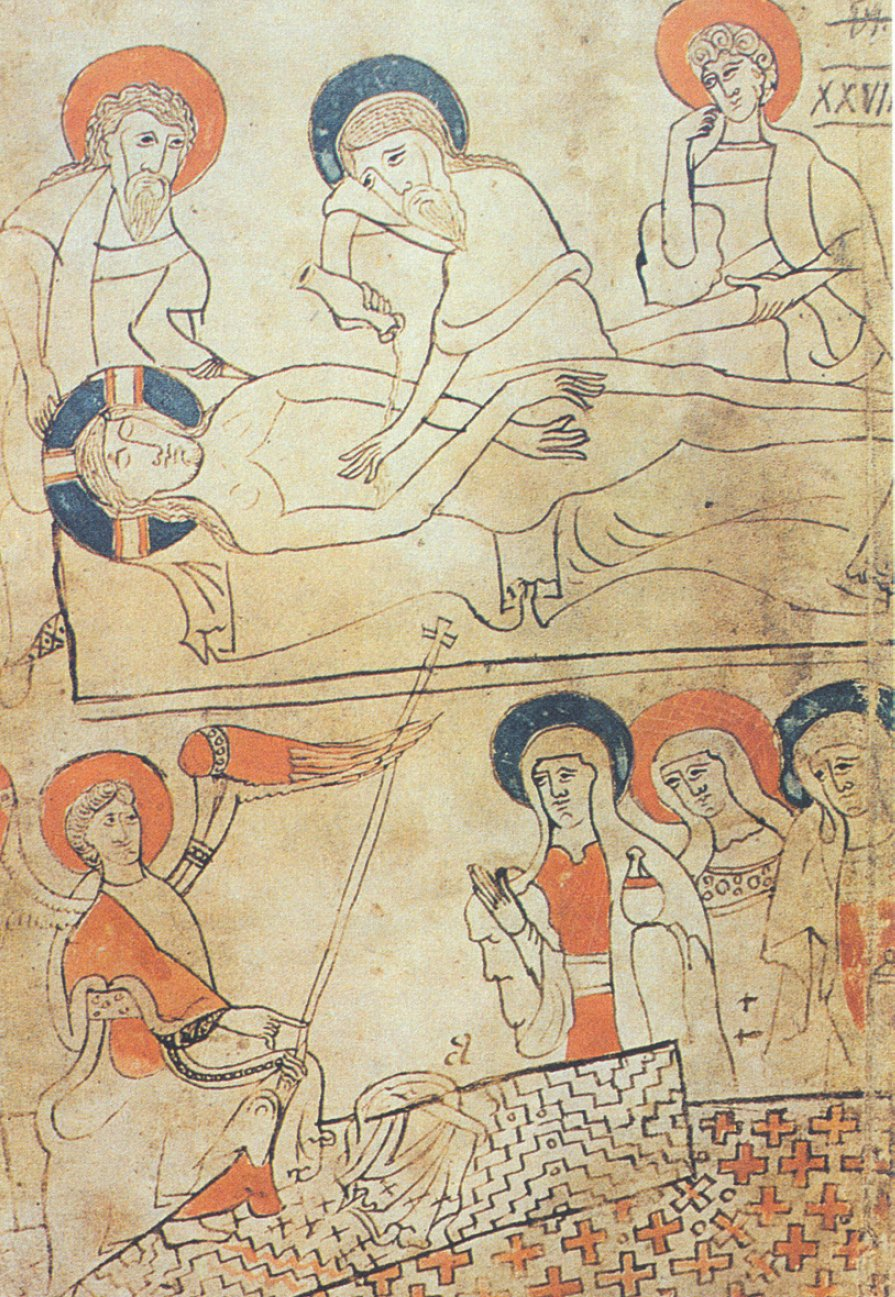
Górna ilustracja z Kodeksu Praya (1192-1195) ukazuje pogrzeb Chrystusa oraz Jego ciało na długim materiale. Widać tylko 4 palce na każdej z rąk. Dolna ilustracja, przedstawiająca pusty grób po zmartwychwstaniu, pokazuje również długą rozłożoną tkaninę z jodełkowym splotem, a obok leży chusta (Całun z Manoppello?).

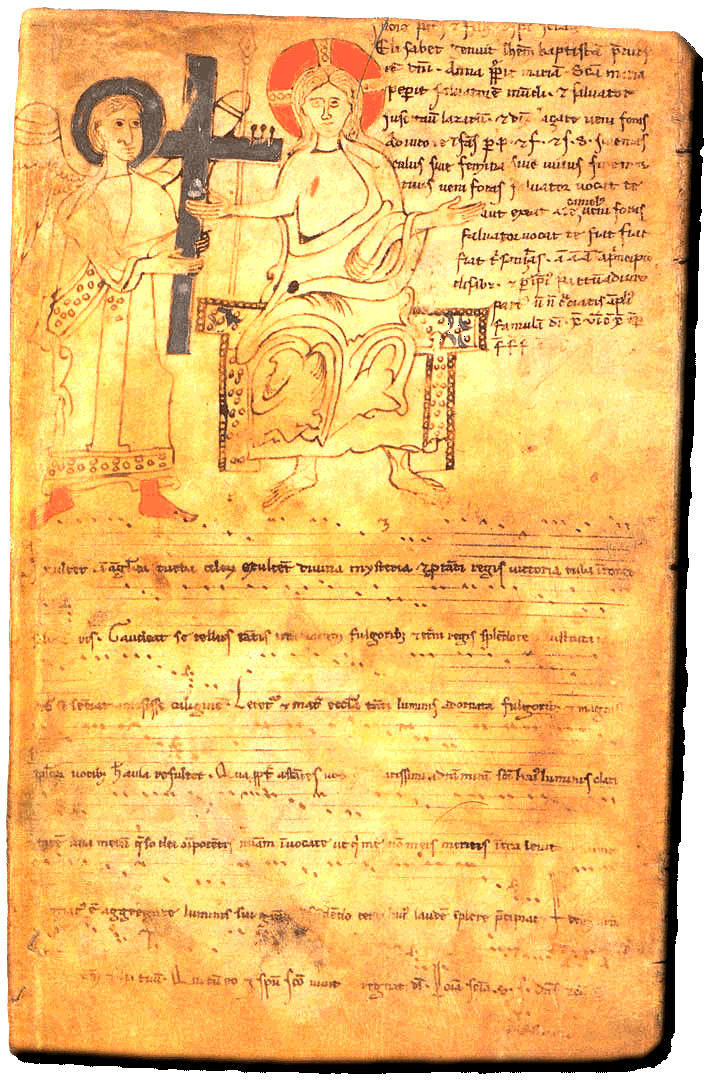
Jedna ze stron kodeksu

Kodeks Praya (węg. Pray-kódex) – kodeks opracowany w latach 1192-1195 po łacinie i węgiersku. Został nazwany od imienia Györgya Praya (1723-1801), który jako pierwszy go odkrył i zbadał. Styl kodeksu wskazuje, że służył on jako sakramentarz (dawny mszał). Prawdopodobnie był wykonany w węgierskim opactwie Boldva. Kodeks jest również jednym z pierwszych znanych zabytków w którym  tekst zapisano w języku węgierskim.
Kodeks jest przechowywany w Bibliotece Narodowej w Budapeszcie. 
W kodeksie znajduje się również Rocznik pożoński.

## Znaczenie dla autentyczności Całunu Turyńskiego
Jedna z miniatur w nim zawartych przedstawia złożenie Chrystusa w grobie a następnie ukazanie się niewiastom anioła oznajmiającego zmartwychwstanie Jezusa (widoczny jest pusty całun pogrzebowy). Jest ona bardzo zbieżna z wizerunkiem Jezusa ukazanym na Całunie Turyńskim:
- Artysta przedstawił nietypowy jodełkowy splot tkaniny,
- Charakterystyczne dla Całunu ułożenie ciała Jezusa
- Charakterystyczne dla Całunu cechy anatomiczne, np. na każdej z rąk są widoczne tylko cztery palce, kciuki są bowiem cofnięte do wnętrza dłoni - wynikało to z przybicia rąk do krzyża na wysokości nadgarstków. Gwóźdź rani wówczas częściowo nerw środkowy, co powoduje skurcz kciuka do części dłoni.
- Płótno na ilustracji ma identyczny wzór powtarzających się otworów w kształcie litery L, które można znaleźć również na Całunie Turyńskim.
- Na innej miniaturze, która ukazuje zmartwychwstałego Chrystusa trzymającego krzyż jeden z gwoździ przebija prawy nadgarstek, a drugi wewnętrzną część lewej dłoni. Na Całunie Turyńskim widoczna jest tylko rana na prawym nadgarstku, natomiast lewy nadgarstek jest ukryty (właśnie tę ranę artysta przedstawił zgodnie z tradycją ikonograficzną).

Istnieje hipoteza, że ilustrator Kodeksu Praya przebywał w Konstantynopolu (gdzie miał możliwość zobaczyć Całun Turyński) wraz z przyszłym królem Węgier Belą III. Król Bela III Węgierski w latach 1164–1172 pobierał edukację na dworze cesarza bizantyjskiego Manuela I Komnena, aby potem objąć jego tron, do czego nie doszło w związku z narodzinami prawowitego potomka. Po śmierci swojego brata Stefana III przybył na Węgry, gdzie panował w latach 1173–1196, a więc w czasie powstania kodeksu.